# Dermanyssoidea
Super-famille
Les Dermanyssoidea   sont une super-famille d'acariens Mesostigmata. Elle contient 21 familles et plus de 1500 espèces. 

## Classification
- Dasyponyssidae
- Dermanyssidae
- Entonyssidae
- Haemogamasidae
- Halarachnidae
- Hirstionyssidae
- Hystrichonyssidae
- Ixodorhynchidae
- Laelapidae
- Larvamimidae
- Leptolaelapidae
- Macronyssidae
- Manitherionyssidae
- Omentolaelapidae
- Pneumophionyssidae
- Raillietiidae
- Rhinonyssidae
- Spelaeorhynchidae
- Spinturnicidae
- Trichoaspididae
- Varroidae